# New York Film Critics Circle Awards 1976
La 42ª edizione della cerimonia dei New York Film Critics Circle Awards si è tenuta il 30 gennaio 1977 ed ha premiato i migliori film usciti nel corso del 1976.

## Vincitori e candidati

### Miglior film
- Tutti gli uomini del presidente (All the President's Men), regia di Alan J. Pakula
- Quinto potere (Network), regia di Sidney Lumet
- Pasqualino Settebellezze, regia di Lina Wertmüller

### Miglior regista
- Alan J. Pakula - Tutti gli uomini del presidente (All the President's Men)
- Martin Scorsese - Taxi Driver
- Lina Wertmüller - Pasqualino Settebellezze

### Miglior attore protagonista
- Robert De Niro - Taxi Driver
- David Carradine - Questa terra è la mia terra (Bound for Glory)
- Robert Duvall - Quinto potere (Network) e Sherlock Holmes: soluzione settepercento (The Seven-Per-Cent Solution)

### Miglior attrice protagonista
- Liv Ullmann - L'immagine allo specchio (Ansikte mot ansikte)
- Faye Dunaway - Quinto potere (Network)
- Sissy Spacek - Carrie - Lo sguardo di Satana (Carrie)

### Miglior attore non protagonista
- Jason Robards - Tutti gli uomini del presidente (All the President's Men)
- Harvey Keitel - Taxi Driver
- Richard Pryor - Wagons lits con omicidi (Silver Streak)

### Miglior attrice non protagonista
- Talia Shire - Rocky
- Jodie Foster - Taxi Driver
- Marie-France Pisier - Cugino, cugina (Cousin, Cousine)

### Miglior sceneggiatura
- Paddy Chayefsky - Quinto potere (Network)
- Harold Pinter - Gli ultimi fuochi (The Last Tycoon)
- Lina Wertmüller - Pasqualino Settebellezze